# チャガン湖

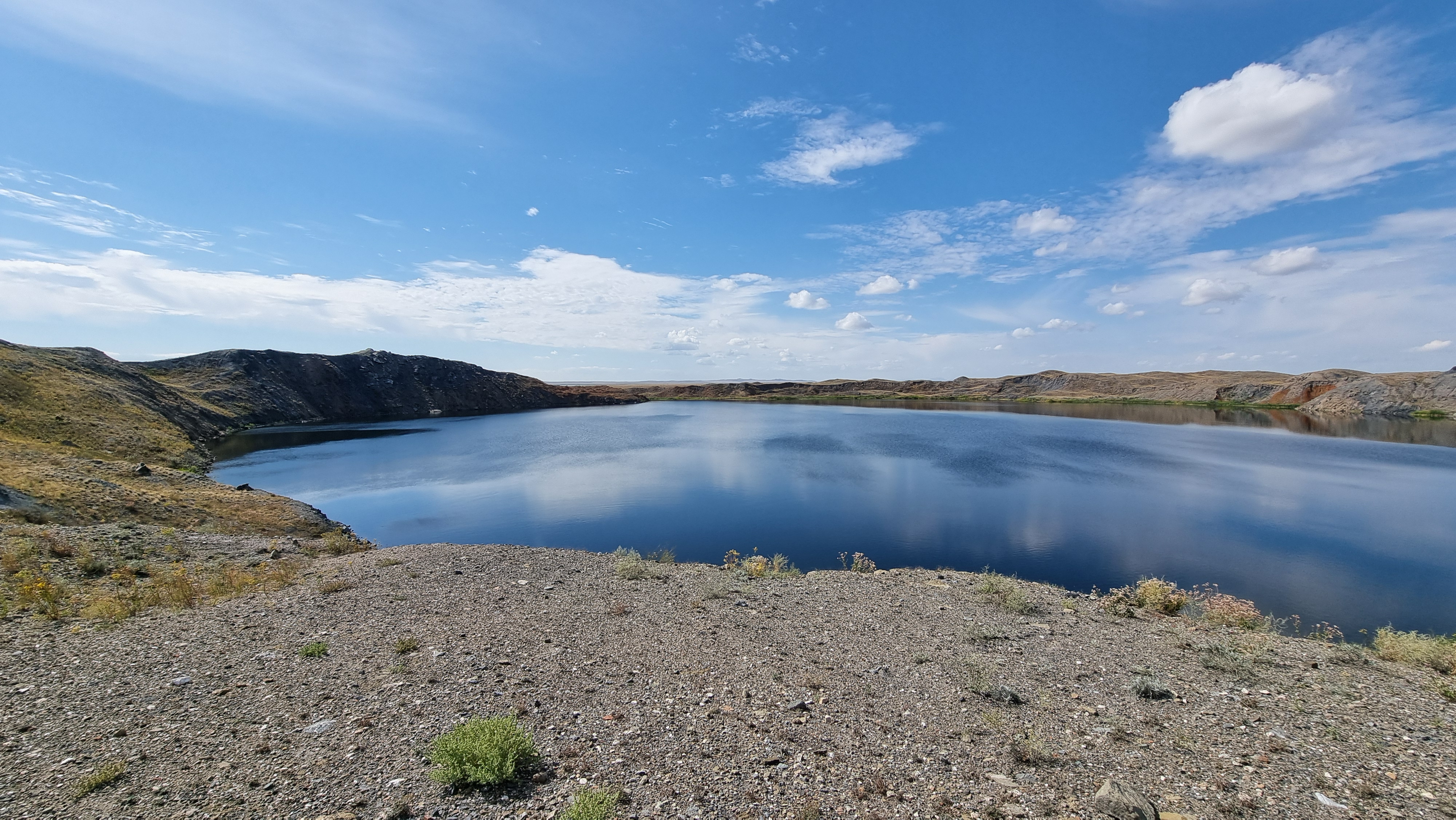
チャガン湖の湖岸の風景

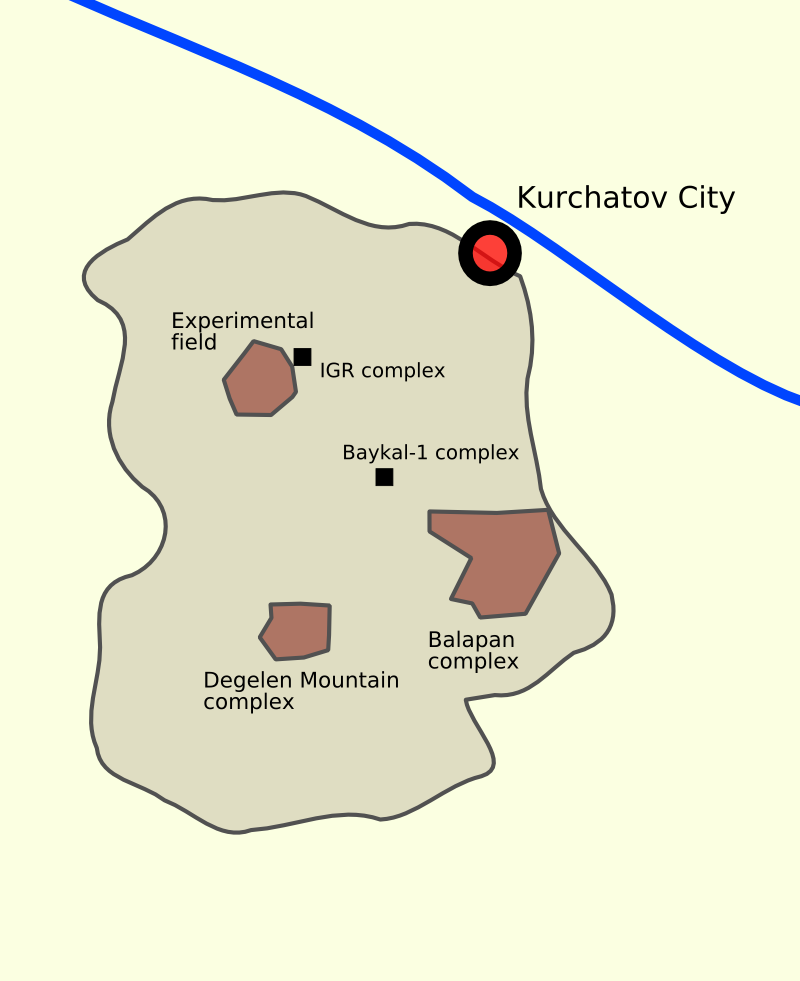
セミパラチンスク核実験場内のバラパン複合施設(Balapan Complex)の位置

チャガン湖（カザフ語: Шаған、ロシア語: Чаган）は、カザフスタンのアバイ州にある湖である。1965年のチャガン核実験によって形成されたものであり、セミパラチンスク核実験場跡の一部であるバラパン複合施設を構成している。今なお放射性物質で汚染されており、原子の湖（カザフ語: Атом көлі）とも呼ばれる。

## 地理
この湖は、エルティシ川の南約90キロメートルの位置にあり、アバイ州の州都セメイ（旧名セミパラチンスク）の南西約110キロメートルに位置している。エルティシ川水系のチャガン川とその支流のアシュチス川の合流点の北にある。1965年に核爆発で形成されたクレーターにチャガン川の流路を変更して水が引き込まれ、チャガン湖が形成された。その数年後、この湖の南の川の合流点に形成された貯水池の水位を制御するために、左岸にダムが建設された。この貯水池は、現在でも周辺の家畜のための水の供給に使用されている。

## 歴史
この湖は、1965年1月15日にソビエト連邦の「国家経済のための核爆発」の一つとして、セミパラチンスク核実験場の一部であるバラパン複合施設にて行われたチャガン核実験により形成された穴に川の水が引き込まれてできたものである。チャガン川とアシュチス側の合流点付近の乾いた川床に掘られた深さ178メートルの穴に核出力140キロトンの核爆弾が設置された。この爆発により、直径400メートル、深さ100メートル、縁の高さが20から38メートルの円形のクレーターが形成された。その後、近くのチャガン川の流路を変更して水が引き込まれて湖となった。クレーター湖の貯水量は約1千万立方メートルである。クレーターの東の縁に、南の貯水池の水をせき止めるためのダムがある。
湖の水は依然として放射性物質で汚染されており、水中の放射性核種は許容基準値の約100倍に達している(table 3)。当局から危険性が警告されているにも関わらず、地元住民はこの湖で漁を続けている。

## メディア
Netflixのドキュメンタリー番組『世界の"現実"旅行』(Dark Tourist)の第4回「中央アジア」(The Stans)において、デヴィッド・ファリアーがチャガン湖を訪れ、湖で泳いだり、湖で獲れた魚を食べたりしている。